# Presidente Tancredo Neves
Presidente Tancredo Neves – miasto i gmina w Brazylii, w stanie Bahia. Znajduje się w mezoregionie Sul Baiano i mikroregionie Valença.